# 元世哲
元世哲（506年—552年4月10日），名叡，字世哲，河南郡洛阳县（今河南省洛阳市东）人，追尊魏景穆帝拓跋晃曾孙，北魏宗室、官员。

## 生平
元世哲以齐州安东府功曹参军为起家官，转任符玺郎中，很快转任直寝，又出任青州征东府录事参军，兼尚书左民郎中，再转任光州平东府司马，很快出任镇远将军、太原郡太守，回朝出任征虏将军、中散大夫，又出任治书侍御史，很快转任平东将军、广宗郡太守，再度回朝担任治书侍御史，转任尚书右丞，武定年间升任吏部郎中，很快兼任司空长史。南梁使者出使东魏时，以元世哲兼任通直散骑常侍前往迎接。北齐天保三年三月一日（552年4月10日），元世哲在修仁里去世，虚岁四十七，当年八月廿五日（552年9月28日）葬于邺城之西的西陵。

## 家庭

### 曾祖
- 拓跋晃，追尊魏景穆帝[1]

### 祖父
- 拓跋云，任城司徒康王[1]

### 父母
- 元嵩，北魏领军将军[1]
- 穆氏

### 兄弟
- 元世贤
- 元世俊，东魏骠骑大将军、侍中、尚书令、仪同三司、武阳躁戾子